# Felice Riva
Felice Giulio Riva, noto anche con lo pseudonimo di "Felicino" o "Biondino" (Legnano, 15 giugno 1935 – Forte dei Marmi, 26 giugno 2017), è stato un imprenditore e dirigente sportivo italiano.

## Biografia

### Nella Milano degli anni ruggenti
Nato a Legnano da Giulio Riva, ai tempi proprietario del Cotonificio Vallesusa, e da Raffaella Lampugnani, erede col fratello Raffaele delle fortune tessili (Unione manifatture) della famiglia Gaio-Lampugnani, Felice viene iscritto presso l'Istituto Leone XIII di Milano, una scuola privata gestita dai gesuiti e frequentata da studenti figli dei massimi rappresentanti della borghesia milanese. Felice e i suoi fratelli (Vittorio e Adelaide) restano orfani molto presto: la madre muore a causa di un cancro nel 1955, mentre il padre appena cinque anni dopo a causa di un banale intervento di appendicectomia.
Amante della bella vita, una volta ottenuto il diploma in ragioneria, passa diversi anni divertendosi tra attività sportive (nuoto, automobilismo, tennis, golf e sci), feste, viaggi, donne e serate varie. Dopo il matrimonio con Luisella Stabile nel 1958, per volere del padre Felice inizia una breve esperienza lavorativa presso uno degli stabilimenti di famiglia, a Perosa Argentina, in provincia di Torino.
Nel 1960, dopo la morte improvvisa del padre, Felice Riva eredita il gruppo tessile Vallesusa, allora uno dei simboli del boom economico italiano: un vero e proprio impero che ai tempi contava oltre trenta stabilimenti dispersi tra Val di Susa, Canavese e Lombardia, 18 000 dipendenti (elevata la manodopera femminile), 600 000 fusi di filatura, 15 000 di ritorcitura e decine di società commerciali e finanziarie controllate e collegate in Italia e all'estero.
Il 18 maggio 1960, a venti giorni dalla morte del padre, Felice Riva entra nel Consiglio di Amministrazione della società e, nominato Direttore Generale, assume, di fatto, la direzione assoluta del gruppo industriale. In seguito, il 5 dicembre 1961 è altresì nominato Vice Presidente e Amministratore Delegato. Catapultato di colpo all'età di venticinque anni ai vertici dell’azienda di famiglia, ed ereditati numerosi immobili di famiglia sparsi in tutta la penisola, con il tempo diventa protagonista delle cronache mondane e comincia a lanciarsi in una serie di operazioni finanziarie e in borsa che - complice anche la generale crisi del tessile e di altri settori - risulteranno poi essere rovinose.

### Il Milan
Nel 1963 Felice Riva subentra ad Andrea Rizzoli in qualità di presidente della squadra di calcio del Milan, dopo nove anni di successi e trofei da parte dell'editore. Contemporaneamente, l’Inter -  l'altra formazione di Milano -  è sotto la presidenza di un altro imprenditore italiano, il petroliere Angelo Moratti.
La formazione del neo-acquistato Milan è quella che ha da poco ottenuto la prima Coppa Campioni, conquistata a Wembley contro il Benfica di Eusébio. Nello staff della squadra, a sostituire l'uscente allenatore Nereo Rocco, è chiamato Luis Carniglia, che nel corso della stagione verrà però esonerato - dopo la sconfitta nelle finali della Coppa Intercontinentale contro il Santos di Pelé - in favore del debuttante Nils Liedholm. Tra i vari calciatori che hanno militato tra i rossoneri sotto la presidenza di Felice Riva, ricordiamo: Gianni Rivera, Cesare Maldini, José Altafini, Amarildo e Giovanni Trapattoni.
In questo periodo di presidenza, la sede rossonera era nel centro di Milano presso via Serbelloni, in zona Porta Venezia. Felice Riva ricoprì la carica di presidente per circa due anni, fino al 1965, quando subentrerà Luigi Carraro.

### Il crac e il carcere
Tra il 1964 e il 1965 inizia a presentarsi in maniera evidente la crisi del suo gruppo industriale, anche a causa di investimenti e operazioni finanziarie finite rovinosamente. Di conseguenza, in questo periodo si susseguono riduzioni d’orario, sospensioni e mancati pagamenti dei salari: la chiusura definitiva dell’azienda è una prospettiva sempre più concreta. Nel 1965, infatti, il gruppo Vallesusa viene dichiarato fallito a causa di un “buco” di 46 miliardi di lire, un’enormità per l’epoca (oltre 400 milioni di euro, del 2017). Gli stabilimenti e le fabbriche iniziano a chiudere e quasi 9000 dipendenti si trovano senza un posto di lavoro e uno stipendio. Si segnalano scioperi e proteste di alcuni suoi ex dipendenti; ad esempio durante una serata alla Scala di Milano, Felice Riva viene da questi contestato anche con dei volantini sui quali è riportato: “Rag. Felice Riva, il tuo posto è a San Vittore, non alla Scala”; a queste agitazioni seguono anche quelle dei tifosi e dei giocatori del Milan che in più occasioni si sono rifiutati di allenarsi a causa del mancato pagamento dei premi-presenze. Nel 1966 il direttore dello stabilimento di Rivarolo Canavese, già in cura per una malattia depressiva, si suicida per non firmare altre 1 580 lettere di licenziamento.
La grave perdita aziendale, tenuta inizialmente nascosta con bilanci falsificati, gli vale una condanna penale giudiziale per bancarotta fraudolenta aggravata e ricorso abusivo al credito: 6 anni di carcere il verdetto. La sera del 4 febbraio 1969 Felice Riva viene arrestato presso l'uscita di un cinema del centro di Milano - in via Durini, dove proiettavano il film "Diario di una schizofrenica" - e portato nel carcere di San Vittore; ma, successivamente, la Cassazione annulla il mandato di cattura per un vizio di forma e, pertanto, viene dimesso dopo circa venti giorni di carcere.

### La fuga: la seconda vita a Beirut
Per salvarsi dal carcere e da un mandato di cattura internazionale decide di esportare (legalmente) i suoi capitali e di fuggire: nessuno gli aveva sequestrato e ritirato il passaporto italiano. Prima in Francia (a Nizza e, poi, a Parigi), quindi in Grecia (ad Atene) e infine in Libano a Beirut, ai tempi conosciuta come la "Svizzera d'Oriente". I primi mesi in Libano non sono tra i migliori: Felice Riva viene incarcerato per cinquanta giorni e, di lì a poco, la moglie Luisella Stabile ottiene la separazione. In seguito anche a Beirut, come nel suo stile, riesce comunque a condurre una vita agiata tra guardie del corpo, lusso, donne ed eccessi. Negli anni conosce una hostess norvegese - Vigdis Christiansen - sua ultima compagna di vita, dalla quale avrà un'altra figlia, Maria (la quarta figlia, contando i tre avuti con Luisella Stabile: Raffaella, Giulio e Carlotta). Il "soggiorno dorato" a Beirut, tuttavia, termina nel 1982 durante la guerra del Libano.

### Il ritorno
La guerra civile costringe l'imprenditore a tornare in Italia e a stabilirsi per un primo momento a Forte dei Marmi, località da lui già frequentata negli anni sessanta (il suo nome, in questo periodo, rientra nell'elenco dei soci fondatori del Versilia Golf club). Grazie a diversi condoni e amnistie, riesce a ottenere una riduzione della pena a pochi mesi. La sua cittadinanza libanese, infine, lo aiuta a salvarsi da un’ultima accusa di infrazione valutaria (per non aver fatto rientrare dall’estero, entro i termini fissati dalla legge, un pacchetto di azioni del valore di un miliardo di lire): secondo i giudici della quarta sezione del tribunale penale di Milano, Felice Riva non è punibile proprio perché cittadino straniero. Negli anni ottanta molto spesso vive con la famiglia spostandosi in Svizzera tra Lugano e Saint Moritz. Dagli anni novanta, invece, si stabilisce definitivamente in Versilia, a Forte dei Marmi.
I retroscena del fallimento datato 1965 non sono mai stati chiariti, neppure durante il processo terminato ventisei anni dopo. Nel dicembre 1991, infatti, la pratica è stata chiusa per mezzo del pagamento di 12 miliardi a favore degli ultimi creditori chirografari rimborsati all'80% dell'esposizione (ai valori dell'epoca, quindi non ricapitalizzati).
Da tempo malato, muore il 26 giugno 2017 nella sua dimora a Forte dei Marmi all'età di 82 anni.

## Felice Riva nello spettacolo
- Le vicende di Felice Riva ispirarono la canzone italiana Lo stambecco ferito di Antonello Venditti, presente nell'album Lilly del 1975.
- Gli valsero una citazione nella canzone italiana Ma il cielo è sempre più blu di Rino Gaetano: "chi parte per Beirut e ha in tasca un miliardo" e in un monologo di Giorgio Gaber: "Questi apostoli, queste emblematiche figure, tanto vicine a Lui, sono i nostri Santi: sant'Agnelli, san Pirelli, san Costa... san Giovanni Borghi, san Marzotto dei Filati, san Felice Riva di Vallesusa... martire".
- Il caso Riva viene citato anche nel film di Franco Franchi e Ciccio Ingrassia Continuavano a chiamarli... er più e er meno come il ragazzo "biondino" che era scappato in Libano.
- Sua figlia Raffaella Riva è stata una componente del Gruppo Italiano e collabora con Gianna Nannini[1].